# Jörg M. Fegert

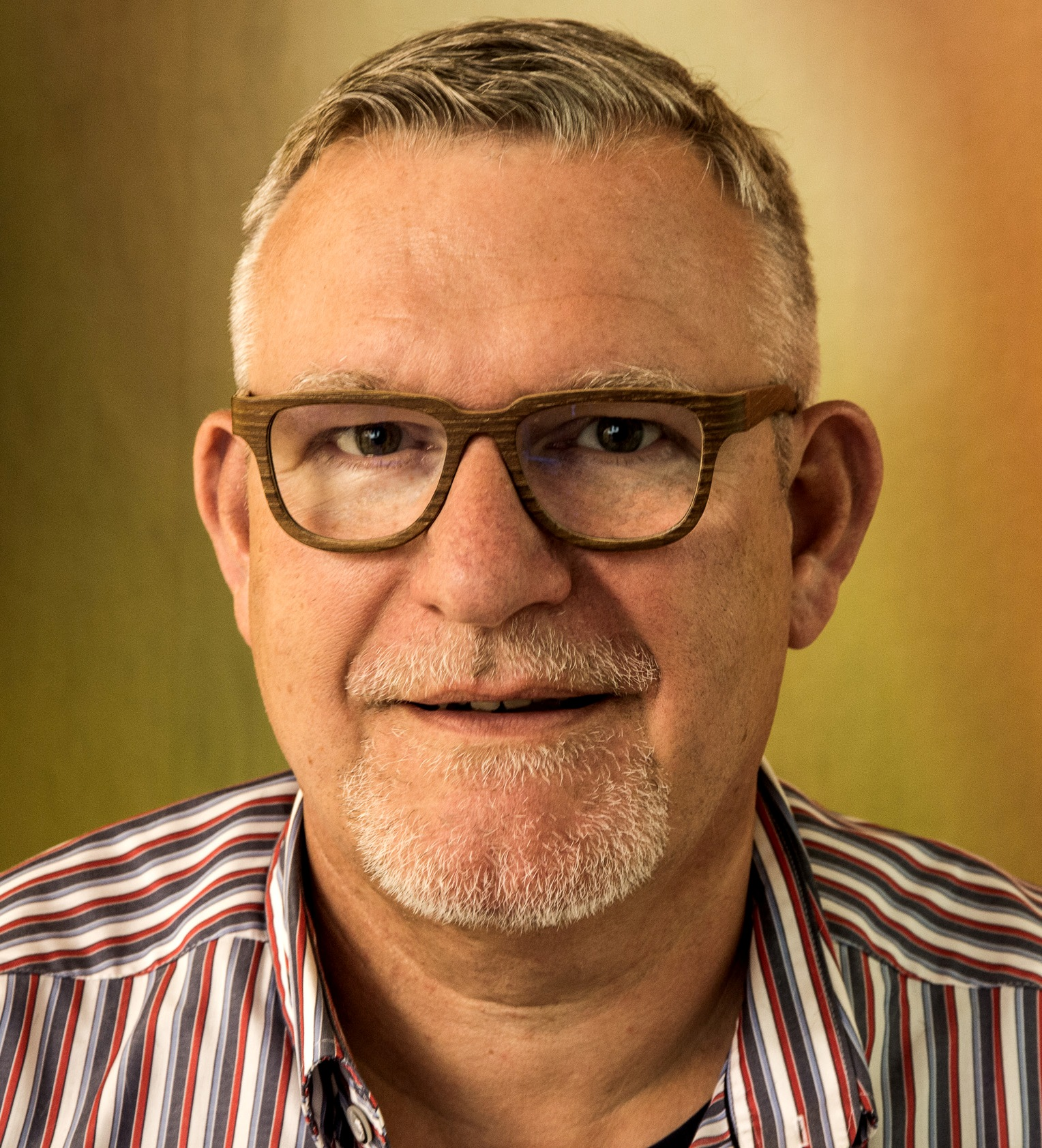
Fegert, 2015

Jörg Michael Fegert (* 15. November 1956 in Heilbronn) ist ein deutscher Kinder- und Jugendpsychiater, Psychotherapeut und Hochschullehrer.

## Leben und Ausbildung
Fegert studierte von 1977 bis 1981 Medizin und Soziologie an der Universität Nantes und der Freien Universität Berlin. Anschließend absolvierte er die Facharztausbildung an der Abteilung für Kinder- und Jugendpsychiatrie und Psychotherapie der FU Berlin sowie am Kaiserin-Auguste-Viktoria-Haus (KAVH), an der Kinderklinik der FU und der Psychiatrischen Klinik Eschenallee der FU. 1987 promovierte er mit dem Thema Migration und psychosoziale Adaptation und wurde 1991 Facharzt für Kinder- und Jugendpsychiatrie (mit Zusatz Psychotherapie) sowie Arzt für psychotherapeutische Medizin. 1995 habilitierte sich Fegert mit einer Arbeit über Neurodermitis und problematisches Verhalten in den ersten drei Lebensjahren. Bereits ein Jahr später trat er seine erste Hochschullehrerstelle an, denn 1996 erhielt er einen Ruf auf die Professur für Kinder- und Jugendpsychiatrie an der Otto-von-Guericke-Universität Magdeburg.

## Leistungen
1997 wechselte Jörg M. Fegert nach Rostock, nachdem er einen Ruf an die Klinik für Kinder- und Jugendneuropsychiatrie/Psychotherapie an der Medizinischen Fakultät der Universität Rostock erhalten hatte und wurde Abteilungsleiter. Von 1998 bis 1999 erhielt er Gastprofessuren an der Leopold-Franzens Universität Innsbruck. 1998 wurde Fegert Geschäftsführender Direktor des Zentrums Nervenheilkunde der Medizinischen Fakultät der Universität Rostock und blieb dort bis 2001.
Seit 2001 ist Jörg M. Fegert Ärztlicher Direktor der Abteilung Kinder- und Jugendpsychiatrie/Psychotherapie der Universität Ulm. Er beschäftigt sich schwerpunktmäßig mit den Themen Kindeswohlgefährdung und Kinderschutz, insbesondere sexueller Missbrauch an Kindern und Jugendlichen, Eingliederungshilfe für Kinder und Jugendliche mit unterschiedlichen und mehrfachen Behinderungsformen und Feststellung der „seelischen Behinderung“. Jörg Fegert zählt zu den Spezialisten bei der Kommentierung und Interpretation des § 35a im SGB VIII, wo es um Minderjährige mit seelischer Behinderung geht und entwickelte dazu eine spezielle Musterstellungnahme. Seit Einführung der UN-Behindertenrechtskonvention setzt er sich z. B. in einer Expertise zum 13. Kinder- und Jugendbericht für eine stärkere Berücksichtigung traumatischer Vorgeschichten von Heimkindern in der Jugendhilfe ein. Die Debatte um Realisierung von Inklusion in der Eingliederungshilfe für Kinder und Jugendliche, die Unterstützung von Kindern mit unterschiedlichen Behinderungsformen, z. B. durch Schulbegleitung und Assistenz sowie die Frage nach der „Großen Lösung“, d. h. der Zuständigkeit der Jugendhilfe für alle Kinder und Jugendliche mit Behinderungsformen, prägen seine fortgesetzte Auseinandersetzung mit sozialrechtlichen Unterstützungen von Kindern und Jugendlichen zu ihrer Partizipation.
Von 2003 bis 2004 übernahm Jörg Fegert die kommissarische chefärztliche Leitung der Klinik für Psychiatrie und Psychotherapie des Kindes- und Jugendalters am Zentrum für Psychiatrie „Die Weissenau“ in Ravensburg. Seit 2004 ist er auch beratend für die Leitungsgremien der Südwestdeutschen Zentren für Psychiatrie tätig. Von 2006 bis 2010 war Fegert Prodekan für Lehre der Medizinischen Fakultät der Universität Ulm.
Von 2010 bis 2012 war er als Experte Mitglied am Runden Tisch sexueller Kindesmissbrauch und leitete die wissenschaftliche Begleitforschung der Anlaufstelle der Unabhängigen Beauftragten zur Aufarbeitung des sexuellen Kindesmissbrauchs.
Seit seiner Konstituierung ist er Mitglied des Beirats des Unabhängigen Beauftragten. Ein wichtiger Schwerpunkt seines Schaffens an der Universität Ulm sind E-Learning-Aktivitäten sowie die Einrichtung von interaktiven Plattformen, z. B. einer Beschwerdeplattform für Studierende der Universität Ulm, und zwar im Rahmen des Anregungs- und Beschwerdemanagements. Das E-Learningprogramm Frühe Hilfen und das E-Learning Programm zur Prävention sexuellen Kindesmissbrauchs ermöglichten mehreren tausend Teilnehmern aus unterschiedlichen Berufen eine qualifizierte Fort- und Weiterbildung. Ein weiteres E-Learning Programm wurde für das Centre for Child Protection der Päpstlichen Universität Gregoriana entwickelt.
Fegert leitet das „Kompetenzzentrum Kinderschutz in der Medizin“ in Baden-Württemberg, welches vom Ministerium für Wissenschaft, Forschung und Kunst Baden-Württemberg zunächst mehrere Jahre als Projekt gefördert wurde und 2016, durch die Einrichtung von zwei Professuren an der Klinik für Kinder- und Jugendpsychiatrie/Psychotherapie verstetigt wurde. Er ist Mitgründer und Co-Sprecher des Zentrums für Traumaforschung der Universität Ulm, einer transdisziplinären Initiative zur besseren Erforschung der Mechanismen von Traumawirkungen im unfallchirurgischen, somatischen und psychischen Bereich. Das Ministerium für Wissenschaft, Forschung und Kunst Baden-Württemberg unterstützte auch diese Initiative mit einer dauerhaften W3-Professur, der ersten Professur für Trauma- und Akut-Kinder- und Jugendpsychiatrie/Psychotherapie in Deutschland, die 2016 mit Paul Plener besetzt wurde. Fegert ist nach sechs Jahren als stellvertretender Vorsitzender des Wissenschaftlichen Beirats für Familienfragen beim Bundesministerium für Familie, Senioren, Frauen und Jugend, seit 2017 Vorsitzender dieses Gremiums.
Fegert gründete das Dreiländerinstitut „Jugend Familie Gesellschaft Recht“ in der Schweiz, welches fachliche Expertisen, Beratungsangebote, Content-Entwicklung für E-Learning-Programme, Coaching in Krisensituationen und Fortbildungen im deutschsprachigen Raum, in der Schweiz, Österreich und Deutschland anbietet. Er verkaufte das Institut 2016.
Er befasst sich auch mit Radikalisierungsfragen und Motivationslagen von jugendlichen Amoktätern.
Seine Ulmer Studiengruppe zum Thema Sexueller Missbrauch befragte 2500 Personen und konnte die Annahme bestätigen, dass die tatsächlichen Fallzahlen im Bereich der katholischen Kirche um ein Vielfaches höher sein müssen als die in der MHG-Studie angegebenen Zahlen.
2018 erhielt Fegert das Bundesverdienstkreuz am Bande.
Seit dem 1. Januar 2020 ist Fegert neuer Präsident der Traumastiftung in Ulm.

## Mitgliedschaften
- Past-Präsident sowie Kongresspräsident der Deutschen Gesellschaft für Kinder- und Jugendpsychiatrie, Psychosomatik und Psychotherapie
- Vorsitzender des Wissenschaftlichen Beirats für Familienfragen[15] beim Bundesministerium für Familie, Senioren, Frauen und Jugend[16]
- Stellvertretender Vorsitzender der Aktion Psychisch Kranke[17]
- Kuratoriumsvorsitzender der Stiftung Achtung Kinderseele
- Leiter des Kompetenzzentrums Kinderschutz in der Medizin Baden-Württemberg Com.Can[18]
- Sprecher des Zentrums für Traumaforschung der Universität Ulm ZTF
- Vizepräsident der Deutschen Traumastiftung[19]
- Mitglied im Deutschen Komitee für UNICEF

## Schriften (Auswahl)
Zeitschriften
- Jörg M. Fegert ist Editor in Chief des Online-Journals Child and Adolescent Psychiatry and Mental Health CAPMH.[20] Fachkräfte gelangen so kostenfrei an internationale Publikationen zur psychischen Gesundheit von Kindern und Jugendlichen. CAPMH ist das offizielle Organ der Weltgesellschaft für Kinder- und Jugendpsychiatrie IACAPAP.
- Er ist europäischer Herausgeber der Zeitschrift Journal of Child and Adolescent Psychopharmacology.

Lehrbücher
- (mit Eggers, C. und Resch, F.): Psychiatrie und Psychotherapie des Kindes- und Jugendalters. Springer-Verlag Berlin Heidelberg, Berlin 2012, 2. Aufl., ISBN 978-3-642-19846-5.
- (mit Kölch, M.): Klinikmanual Kinder- und Jugendpsychiatrie und -psychotherapie, 2. Auflage, Springer-Verlag, Berlin Heidelberg 2013, ISBN 978-3-642-37309-1.
- (mit Streeck-Fischer, A. und Freyberger, H.J.): Adoleszenzpsychiatrie Psychiatrie und Psychotherapie der Adoleszenz und des jungen Erwachsenenalters, 2. Auflage, Schattauer, Stuttgart 2009.
- (mit Reinhard Wiesner, Helga Oberloskamp, Thomas Mörsberger, Jutta Struck und Heike Schmid-Obkirchner): SGB VIII – Kinder- und Jugendhilfe. Kommentar 4. Auflage 1711 Seiten, München 2011, ISBN 978-3-406-59710-7.
- (mit Miriam Rassenhofer, Thekla Schneider, Alexander Seitz und Nina Spröber): Sexueller Kindesmissbrauch – Zeugnisse, Botschaften, Konsequenzen – Ergebnisse der Begleitforschung für die Anlaufstelle der Unabhängigen Beauftragten der Bundesregierung zur Aufarbeitung des sexuellen Kindesmissbrauchs, Frau Dr. Christine Bergmann. Beltz Juventa, 1. Auflage 2013, ISBN 978-3-7799-2264-3.

Weitere Herausgeberschaften
- (mit Frank Häßler und Sonja Rothärmel): Atypische Neuroleptika in der Jugendpsychiatrie. Schattauer, Stuttgart/New York 1999, ISBN 3-7945-2034-3.
- Kinder in Scheidungsverfahren nach der Kindschaftsrechtsreform. Kooperation im Interesse des Kindes. Luchterhand, Neuwied/Kriftel 1999, ISBN 3-472-03778-4.
- (mit Frank Häßler): Moderne Behandlungskonzepte für Menschen mit geistiger Behinderung. Therapiekompendium für Ärzte, Psychologen, Sozialarbeiter und Pflegekräfte. Schattauer, Stuttgart/New York 2000, ISBN 3-7945-2082-3.
- (mit Frank Häßler): Qualität forensischer Begutachtung, insbesondere bei Jugenddelinquenz und Sexualstraftaten. Centaurus-Verlags-Gesellschaft, Herbolzheim 2000, ISBN 3-8255-0311-9
- Begutachtung sexuell missbrauchter Kinder. Fachliche Standards im juristischen Verfahren. Luchterhand, Neuwied/Kriftel 2001, ISBN 3-472-04346-6.
- (mit Karl Späth und Ludwig Salgo): Freiheitsentziehende Maßnahmen in der Jugendhilfe und Kinder- und Jugendpsychiatrie. Votum, Münster 2001, ISBN 3-933158-97-4.
- (mit Karin Jeschke, Helgard Thomas und Ulrike Lehmkuhl): Sexuelle Selbstbestimmung und sexuelle Gewalt. Ein Modellprojekt in Wohneinrichtungen für junge Menschen mit geistiger Behinderung. Juventa-Verlag, Weinheim/München 2006, ISBN 978-3-7799-1883-7.
- (mit Annette Streeck-Fischer und Harald J. Freyberger): Adoleszenzpsychiatrie. Psychiatrie und Psychotherapie der Adoleszenz und des jungen Erwachsenenalters. Schattauer, Stuttgart/New York 2009, ISBN 978-3-7945-2454-9.
- (mit Ute Ziegenhain): Hilfen für Alleinerziehende. Die Lebenssituation von Einelternfamilien in Deutschland . Beltz, Weinheim/Basel/Berlin 2003, ISBN 3-407-55996-8.
- (mit Christian Schrapper): Handbuch Jugendhilfe – Jugendpsychiatrie. Interdisziplinäre Kooperation. Juventa-Verlag, Weinheim/München 2004, ISBN 3-7799-0788-7.
- (mit Detlef Schläfke und Frank Häßler): Sexualstraftaten. Forensische Begutachtung, Diagnostik und Therapie. Schattauer, Stuttgart/New York 2005, ISBN 3-7945-2332-6.
- (mit Mechthild Wolff und Wolfgang Schröer): „Schutzkonzepte in Theorie und Praxis: Ein beteiligungsorientiertes Werkbuch“. 1. Aufl. 2017, Beltz Juventa; ISBN 978-3-7799-3470-7
- mit Ulrike Hoffmann, Elisa König, Johanna Niehues u. Hubert Liebhardt: „Sexueller Missbrauch von Kindern und Jugendlichen. Ein Handbuch zur Prävention und Intervention für Fachkräfte im medizinischen, psychotherapeutischen und pädagogischen Bereich“. Springer, Berlin ISBN 978-3-662-44243-2

Bücher (Auswahl)
- Was ist seelische Behinderung? Anspruchsgrundlage und kooperative Umsetzung von Hilfen nach § 35a KJHG. Votum, Münster 1994, ISBN 3-930405-20-2.
- (mit Theo Frühauf): Integration von Kindern mit Behinderungen. Seelische, geistige und körperliche Behinderung. Verlag Deutsches Jugendinstitut, München 1999, ISBN 3-87966-394-7.
- (mit Christina Berger, Uta Klopfer, Ulrike Lehmkuhl und Gerd Lehmkuhl): Umgang mit sexuellem Mißbrauch. Institutionelle und individuelle Reaktionen. Votum, Münster 2001, ISBN 3-933158-70-2.
- (mit Mechtild Wolff): Sexueller Missbrauch durch Professionelle in Institutionen. 2. aktualisierte Auflage: Juventa-Verlag, Weinheim/München 2006, ISBN 978-3-7799-1816-5.
- (mit Mechthild Wolff und Wolfgang Schröer): „Schutzkonzepte in Theorie und Praxis: Ein beteiligungsorientiertes Werkbuch“. 1. Aufl. 2017, Beltz Juventa. ISBN 978-3-7799-3470-7

Ausgewählte Gastbeiträge
- Manfred Günther: Hilfe! Jugendhilfe. 40 Schriften, 528 S., Vorwort Jörg M. Fegert; Rheine 2018; ISBN 978-3-946-53755-7

Rezeption
- Rezension von Axel Rathschlag auf socialnet zum Buch Umgang mit sexuellem Mißbrauch, gesehen am 6. Mai 2002
- Rezension von Lothar Sandfort auf socialnet zum Buch Sexuelle Selbstbestimmung und sexuelle Gewalt, gesehen am 27. Dezember 2007